# Nodaria indistincta
Nodaria indistincta là một loài bướm đêm trong họ Noctuidae.